# Siergiej Szypow
Siergiej Jurjewicz Szypow, ros. Сергей Юрьевич Шипов (ur. 17 kwietnia 1966 w Muromie) – rosyjski szachista, arcymistrz od roku 1996.

## Kariera szachowa
Pierwsze sukcesy na arenie międzynarodowej zaczął odnosić na początku lat 90. XX wieku. W roku 1992 zwyciężył (wraz z Branko Damljanoviciem) w Belgradzie. W kolejnych latach odniósł szereg sukcesów w turniejach międzynarodowych, m.in. w Aalborgu (1993, dz. I m. wraz z Siergiejem Rublewskim), Moskwie (1994, I m.), Groningen (1994, dz. I m. wraz z m.in. Arielem Sorinem, Ildarem Ibragimowem i Siemionem Dwojrisem), Czerepowcu (1997, I m.), Karsten Kold (1997, I m.), Mińsku (1997, II m. za Wołodymyrem Małaniukiem), Aarhus (1997, II m. za Aleksandrem Wołżynem), Port Erin (1999, dz. I m. wraz z Emilem Sutowskim), Ano Liosia (2000/01, z m.in. Lenidem Judasinem, Igorem Chenkinem, Hristosem Banikasem, Janem Gustafssonem i Władimirem Bakłanem), Guelph (2005, dz. I m. wraz z Abhijitem Kunte i Igorem Zugiciem) oraz w Tromsø (2006, I m. przed m.in. Magnusem Carlsenem i Michałem Krasenkowem).
W roku 1998 zajął IV miejsce (za Aleksandrem Morozewiczem, Piotrem Swidlerem i Konstantinem Sakajewem) w mistrzostwach Rosji, rozegranych w Petersburgu. Dwukrotnie brał udział w pucharowych turniejach o mistrzostwo świata: w 1999 wystartował od rundy II, w której pokonał Hannesa Stefanssona (w kolejnej przegrał z Wasilijem Iwanczukiem), natomiast w 2001 w I rundzie wyeliminował Alexandre Lesiege, ale w II uległ Joëlowi Lautierowi.
Najwyższy wynik rankingowy w karierze osiągnął 1 stycznia 1999; mając 2662 punktów, zajmował wówczas 24. miejsce na światowej liście FIDE, jednocześnie zajmując 9. miejsce wśród rosyjskich szachistów.